# Provincia di Kars
La provincia di Kars è una delle province della Turchia. Nel capoluogo di tale provincia è ambientato il romanzo "Neve" dello scrittore Orhan Pamuk, Premio Nobel per la letteratura nel 2006.
Nel corso della storia la città è stata inclusa nei territori russo, armeno, turco, e la città di Kars conserva ancora numerosi edifici risalenti alle varie dominazioni.

## Distretti
La provincia è divisa in otto distretti:
- Akyaka
- Arpaçay
- Digor
- Kağızman
- Kars
- Sarıkamış
- Selim
- Susuz

## Storia
Nell'antichità Kars (in armeno: Կարս) faceva parte della provincia di Ararat nel Regno d'Armenia. Le prime persone conosciute furono i seguaci di Vanand (Վանանդ), per i quali Kars era il loro principale insediamento e fortezza. Nel 928 Kars divenne la capitale dell'Armenia bagradite. Nel 968 la capitale dell'Armenia fu trasferita ad Ani, ma Kars rimase la capitale del principato feudale di Vanand.
I Selgiuchidi abbandonarono rapidamente il controllo diretto su Kars che divenne un piccolo emirato il cui territorio corrispondeva strettamente a quello di Vanand, e che confinava con l'emirato dei Shaddadidi, creato in modo simile ma più grande centrato ad Ani. L'emirato di Kars era un vassallo dei Saltuqidi a Erzurum, la cui forza fu efficace nell'opposizione ai tentativi georgiani di impossessarsi di Kars. Più tardi, nel 1207, le forze georgiane e armene comandate da David Soslan e dai fratelli Ivane e Zakare Zakarian-Mkhargrzeli conquistarono Kars dopo un lungo assedio. Fu una parte dell'Armenia di Zakarid, principato sotto il governo di Zakarian-Mkhargrdzeli, vassalli della dinastia georgiana Bagration. Giorgio IV, figlio di Tamara, fu nominato viceré di Kars. Fu conquistata nel 1242 dai Mongoli; fu riconquistata dal Regno georgiano durante il regno di Giorgio V il Brillante (1314-1346) e rimase parte del Regno prima della sua disintegrazione, che passò poi nelle mani degli Atabegs georgiani appartenenti alla Casa dei Jaqeli. Durante il dominio dell'Impero persiano e dell'Impero ottomano, la fortezza di Kars, situata in quella che allora era la parte orientale della città, cadde in rovina. Tuttavia, poiché Kars si trovava all'interno di una regione di confine, le sue strutture difensive venivano spesso rinnovate e continuavano ad avanzare a tal punto che nel XIX secolo Kars era ben nota in tutto il mondo come castello.
Come risultato della guerra russo-turca dal 1877 al 1878, il sangiaccato di Kars fu incorporato nell'Impero russo come parte dell'oblast' di Kars e amministrato militarmente fino al 1918. Kars era vista come una provincia di confine di un impero russo che stava cercando di espandersi ulteriormente con la conquista di più territori appartenenti all'Impero ottomano. Il periodo dal 1878 al 1918 fu segnato dall'insediamento da parte delle autorità russe di un mix molto eterogeneo di popolazioni cristiane, tra cui armeni, greci del Caucaso, russi, georgiani, e numeri ancora più piccoli di altre comunità cristiane, fino ad allora con legami storici scarsi o nulli con la regione, come i tedeschi, polacchi, estoni, lituani e comunità settarie russe come i Molokan e i Duchobory. Molte delle comunità cristiane ortodosse non russe (georgiani, greci del Caucaso e la minoranza di armeni che erano ortodossi) avevano esse stesse combattuto o collaborato con l'esercito imperiale russo per catturare la provincia di Kars dagli ottomani musulmani. Lo ritenevano come un mezzo per realizzare le proprie ambizioni di riconquistare il territorio cristiano sulla scorta dell'impresa imperiale russa.

### Come provincia della Turchia
Nel settembre 1935 fu creato il terzo Ispettorato Generale (Umumi Müfettişlik, UM). Le regioni degli Ispettorati generali governavano con un'autorità ad ampio raggio al fine di turchizzare la popolazione. Il terzo UM comprendeva le province di Erzurum, Artvin, Rize, Trebisonda, Kars Gümüşhane, Erzincan e Ağrı. Era governato da un ispettore generale con sede nella città di Erzurum. L'Ispettorato Generale fu sciolto nel 1952 durante il governo del Partito Democratico.